# Nauru na Letních olympijských hrách 2016
Nauru se účastnilo Letních olympijských her 2016 a zastupovali ho 2 sportovci ve 2 sportech (2 muži). Jednalo se o šestý start tohoto státu na letních olympijských hrách. Vlajkonošem výpravy během zahajovacího ceremoniálu byl vzpěrač Elson Brechtefeld. Během ukončení her byl vlajkonošem judista Ovini Uera. Nejmladší z týmu byl Elson Brechtefeld, kterému v době konání her bylo 22 let. Nejstarší z týmu byl Ovini Uera, kterému bylo v době konání her 28 let. Nikomu z výpravy se během her nepodařilo získat medaili.

## Pozadí
Olympijský výbor Nauru byl Mezinárodním olympijským výborem uznán 1. ledna 1994. Na základě toho se v roce 1996 mohlo Nauru zúčastnit prvních olympijských her, v daném roce konaných v Atlantě. V roce 2016 v Rio de Janeiru tedy Nauru startovalo již na svých šestých olympijských hrách. Na předchozích hrách se však nikomu z reprezentantů nepodařilo pro Nauru získat medaili.

## Disciplíny

### Judo
V judu zemi reprezentoval Ovini Uera, který s judem začal až v roce 2012, a účastnil se tak svých prvních olympijských her. Na hry se kvalifikoval díky kontinentální kvótě pro oblast Oceánie jako nejvýše postavený nauruský judista podle světového žebříčku aktuálního ke dni 30. května 2016.
Na olympijských hrách startoval ve váhové kategorii mužů do 90 kg. V úvodním kole se postavil reprezentantovi Belize Renicku Jamesovi, kterého během boje dostal dvakrát na waziri technikou soto-makikomi a postoupil tak do dalšího kola. V něm se postavil favorizovanému Varlamu Lipartelijanimu z Gruzie, se kterým prohrál a skončil tak na děleném 9. místě.
| Sportovec  | Disciplína    | 1/64   | 1/32                       | 1/16                                | Čtvrtfinále | Semifinále  | Oprava      | Finále/Bronzová medaile | Finále/Bronzová medaile |
| Sportovec  | Disciplína    | Soupeř | Soupeř                     | Soupeř                              | Soupeř      | Soupeř      | Soupeř      | Soupeř                  | Pořadí                  |
| ---------- | ------------- | ------ | -------------------------- | ----------------------------------- | ----------- | ----------- | ----------- | ----------------------- | ----------------------- |
| Ovini Uera | Muži do 90 kg | N/A    | Renick James VÝHRA 100–000 | Varlam Lipartelijani PROHRA 000–100 | nepostoupil | nepostoupil | nepostoupil | nepostoupil             | nepostoupil             |

### Vzpírání
Nauru od Mezinárodní vzpěračské federace obdrželo možnost poslat na olympijské hry svého reprezentanta do mužské soutěže ve vzpírání na základě nevyužitého kvalifikačního místa. Historie účasti nauruských vzpěračů na olympijských hrách sahá až do roku 1996, kdy se země her účastnila poprvé. Bývalý reprezentant v této disciplíně, Marcus Stephen, se po ukončení sportovní kariéry dokonce stal prezidentem Nauru.
Na olympijských hrách v Rio de Janeiru reprezentoval zemi Elson Brechtfeld ve váhové kategorii mužů do 56 kg. Celkem dosáhl výsledku 223 kg a umístil se tak na 15. místě z 19 startujících vzpěračů (3 však závod nedokončili a 1 byl diskvalifikován).
| Sportovec        | Disciplína    | Trh      | Trh    | Nadhoz   | Nadhoz | Dohromady | Pořadí |
| Sportovec        | Disciplína    | Výsledek | Pořadí | Výsledek | Pořadí | Dohromady | Pořadí |
| ---------------- | ------------- | -------- | ------ | -------- | ------ | --------- | ------ |
| Elson Brechtfeld | Muži do 56 kg | 98       | 17.    | 125      | 15.    | 223       | 15.    |